# Bai Xue
Bai Xue (Heilongjiang, 15 de dezembro de 1988) é uma atleta chinesa, especializada em corridas de longa distância, especialmente os 10 000 m e a maratona. Conquistou a medalha de ouro da maratona no Campeonato Mundial de Atletismo de 2019, em Berlim, tornando-se a mais jovem, aos 20 anos, campeã desta prova num campeonato mundial.